# معلاقة بالاوية
معلاقة بالاوية (الاسم العلمي: Podocarpus palawanensis) ي نوع من النباتات تتبع جنس المعلاقة من الفصيلة المعلاقية.